# 25021 Nischaykumar
25021 Nischaykumar (tên chỉ định: 1998 QV17) là một tiểu hành tinh vành đai chính. Nó được phát hiện bởi dự án Nghiên cứu tiểu hành tinh gần Trái Đất Lincoln ở Socorro, New Mexico ngày 17 tháng 8 năm 1998. Nó được đặt theo tên Nischay Kumar, người giành giải nhì tại Giải thưởng Khoa học và Kỹ thuật Intel năm 2008.